# Plano (Illinois)
Plano es una ciudad ubicada en el condado de Kendall en el estado estadounidense de Illinois. En el Censo de 2010 tenía una población de 10856 habitantes y una densidad poblacional de 558,8 personas por km².

## Geografía
Plano se encuentra ubicada en las coordenadas 41°40′7″N 88°31′30″O / 41.66861, -88.52500. Según la Oficina del Censo de los Estados Unidos, Plano tiene una superficie total de 19.43 km², de la cual 19.32 km² corresponden a tierra firme y (0.57%) 0.11 km² es agua.

## Demografía
Según el censo de 2010, había 10856 personas residiendo en Plano. La densidad de población era de 558,8 hab./km². De los 10856 habitantes, Plano estaba compuesto por el 74.59% blancos, el 7.33% eran afroamericanos, el 0.26% eran amerindios, el 1.77% eran asiáticos, el 0.08% eran isleños del Pacífico, el 12.96% eran de otras razas y el 3.01% pertenecían a dos o más razas. Del total de la población el 31.15% eran hispanos o latinos de cualquier raza.